# Starting UP
Starting UP（スターティング・アップ）は松田樹利亜の15枚目のシングル。

## 内容
歌手活動復帰第一弾及びビクターエンタテインメントからリリースした唯一の本作はTBS系アニメ「逮捕しちゃうぞ SECOND SEASON」オープニングテーマ曲。100位以内に入ったシングルは本作で最後となった。

## 収録曲
1. Starting UP
作詞：松田樹利亜　作曲：原一博　編曲：渡辺未来
2. カナリア
作詞：松田樹利亜　作曲・編曲：大和翔
3. Starting UP (inst.)
4. カナリア (inst.)